# 望月遊馬
望月遊馬（もちづき ゆま、1987年7月14日 - ）は、日本の詩人。IQ上位2パーセント国際グループMENSA会員。広島県広島市出身。

## 略歴
- 2006年 第44回現代詩手帖賞を最果タヒと同時受賞[2]。同年、第一詩集『海の大公園』刊行[3]。
- 2007年 『海の大公園』で、第12回中原中也賞候補[4]。

- 2012年 第二詩集『焼け跡』刊行[5]。
- 2013年 第二詩集『焼け跡』で、第18回中原中也賞候補[6]、第4回鮎川信夫賞候補[7]。
- 2015年 第三詩集『水辺に透きとおっていく』で、第26回歴程新鋭賞受賞、第21回中原中也賞候補。
- 2019年 第四詩集『もうあの森へはいかない』で、第70回H氏賞候補。
- 2023年 第五詩集『燃える庭、こわばる川』で、第73回H氏賞候補。
- 2024年 第六詩集『白くぬれた庭に充てる手紙』で、第62回歴程賞受賞。

## 詩集
- 『海の大公園』poenique、2006
- 『詩のリレー』共著、ふらんす堂、2007
- 『焼け跡』思潮社、2012
- 『白くぬれた庭に充てた手紙』カニエ・ナハ プロデュース、2014
- 『水辺に透きとおっていく』思潮社、2015
- 『水門へ』archaeopteryx、2017
- 『もうあの森へはいかない』思潮社、2019
- 『燃える庭、こわばる川』思潮社、2022
- 『光を射よ！』カニエ・ナハ プロデュース、2023
- 『白くぬれた庭に充てる手紙』七月堂、2024

## 作風
寓話的な世界観を持ちながら、同時に都市の情景や若者の風俗などを織りこんだ色彩感の豊かさが、望月の作品の大きな特徴といえる。散文詩を多く発表してきたが、第二詩集以後、余白を多用した行分け詩を書き継いでいる。

## その他
- これまでに『現代詩手帖』『文藝春秋』『文學界』『群像』『三田文学』『詩と思想』『ユリイカ』『ココア共和国』『びーぐる』『抒情文芸』『詩とファンタジー』『読売新聞』『朝日新聞』『中国新聞』などに詩やエッセイを発表している。
- 「サクラコいずビューティフルと愉快な仲間たち」「ガニメデ」「Aa」に参加。
- 『読売新聞』『中国新聞』『山陰中央新報』などの取材を受ける。
- FMラジオ「ワハハ！同盟間奏曲集」「渋谷のポエトリーラジオ」「さくらぴあスマイルトーク」に出演。
- 詩集『焼け跡』所収の「家具の音楽」が、作曲家の中橋祐紀の楽曲のモチーフとして使用され、同曲は日本音楽コンクール作曲部門3位を受賞。FM NHKで録音が放送された。
- 青柳いづみこと谷川賢作によるコンサート「あべこべのゆびきり」にて、「シフォンの歌」がスクリャービンのピアノ曲とともに朗読される。
- 画家の武内雄大とのコラボレーションでも知られる。